# Pardosa lusingana
Pardosa lusingana là một loài nhện trong họ Lycosidae.
Loài này thuộc chi Pardosa. Pardosa lusingana được Carl Friedrich Roewer miêu tả năm 1959.